# Banque du Ghana
La Banque du Ghana (en anglais : Bank of Ghana) est la banque centrale de la république du Ghana. La banque compte sept bureaux régionaux, en plus de son siège social à Accra. Ces bureaux sont situés dans les villes suivantes: Hohoe, Kumasi, Sunyani, Tamale, Takoradi, Bolgatanga et Wa. Ils sont chargés de mettre en œuvre les politiques et directives de la Banque du Ghana dans leurs régions respectives. Ils fournissent également des services bancaires au gouvernement, aux institutions financières et au public.
La banque participe activement à l'élaboration de politiques d'inclusion financière et est membre de l'Alliance pour l'inclusion financière.

## Histoire
La Banque centrale du Ghana trouve ses origines dans la Banque de la Gold Coast (BGC), où elle a été fondée. Dès que les politiciens et les économistes locaux ont perçu l'indépendance politique en vue au milieu des années 1950, le mouvement en faveur d'une banque centrale a repris de plus belle. On affirmait qu'une banque centrale était l'institution qui donnerait un véritable sens à l'indépendance politique. Rappelons qu'en 1947, certains dirigeants politiques avaient appelé à la création d'une banque nationale, dont les fonctions seraient de servir de banquier au gouvernement et de pourvoir aux besoins du secteur local de l'économie,.
Fin 1956, tout était prêt pour la création de la Banque du Ghana. Un nouveau bâtiment moderne de cinq étages fut construit sur High Street, à côté de l'Assemblée métropolitaine d'Accra (AMA), pour abriter la Banque du Ghana et la Banque commerciale du Ghana (GCB).
En mars 2012, la Banque du Ghana a annoncé qu'elle prendrait des engagements spécifiques en faveur de l'inclusion financière dans le cadre de la Déclaration de Maya.

## Liste de gouverneurs
| Rang | Nom                  | Mandat                              |     | Rang                 | Nom                                  | Mandat |
| ---- | -------------------- | ----------------------------------- | --- | -------------------- | ------------------------------------ | ------ |
| 1er  | Alfred Eggleston     | 1er août 1957 – 3 avril 1959        | 11e | Paul Acquah          | 1er octobre 2001 – 30 septembre 2009 |        |
| 2e   | Hubert Kessels       | 21 août 1959 – 8 septembre 1962     | 12e | Kwesi Amissah-Arthur | 1er octobre 2009 – 6 août 2012       |        |
| 3e   | W. M. Q. Halm        | 5 octobre 1962 – 13 août 1965       | 13e | Kofi Wampah          | 6 août 2012 – 31 mars 2016           |        |
| 4e   | Albert Adomakoh      | 10 septembre 1965 – 9 février 1968  | 14e | Nashiru Issahaku     | 1er avril 2016 – 31 mars 2017        |        |
| 5e   | J. H. Frimpong-Ansah | 8 mars 1968 – 28 février 1973       | 15e | Ernest Addison       | 1er avril 2017 – 2 fevrier 2025      |        |
| 6e   | Amon Nikoi           | 16 mars 1973 – juin 1977            | 16e | Johnson Asiama       | Depuis le 3 fevrier 2025             |        |
| 7e   | Alex. E.K. Ashiabor  | 15 juillet 1977–8 mars 1983         |     |                      |                                      |        |
| 8e   | J. S. Addo           | 29 mars 1983 – 3 juin 1987          |     |                      |                                      |        |
| 9e   | G.K. Agama           | 15 juillet 1988 – 16 juillet 1997   |     |                      |                                      |        |
| 10e  | Kwabena Duffuor      | 17 juillet 1997 – 30 septembre 2001 |     |                      |                                      |        |